# Orologio a vapore

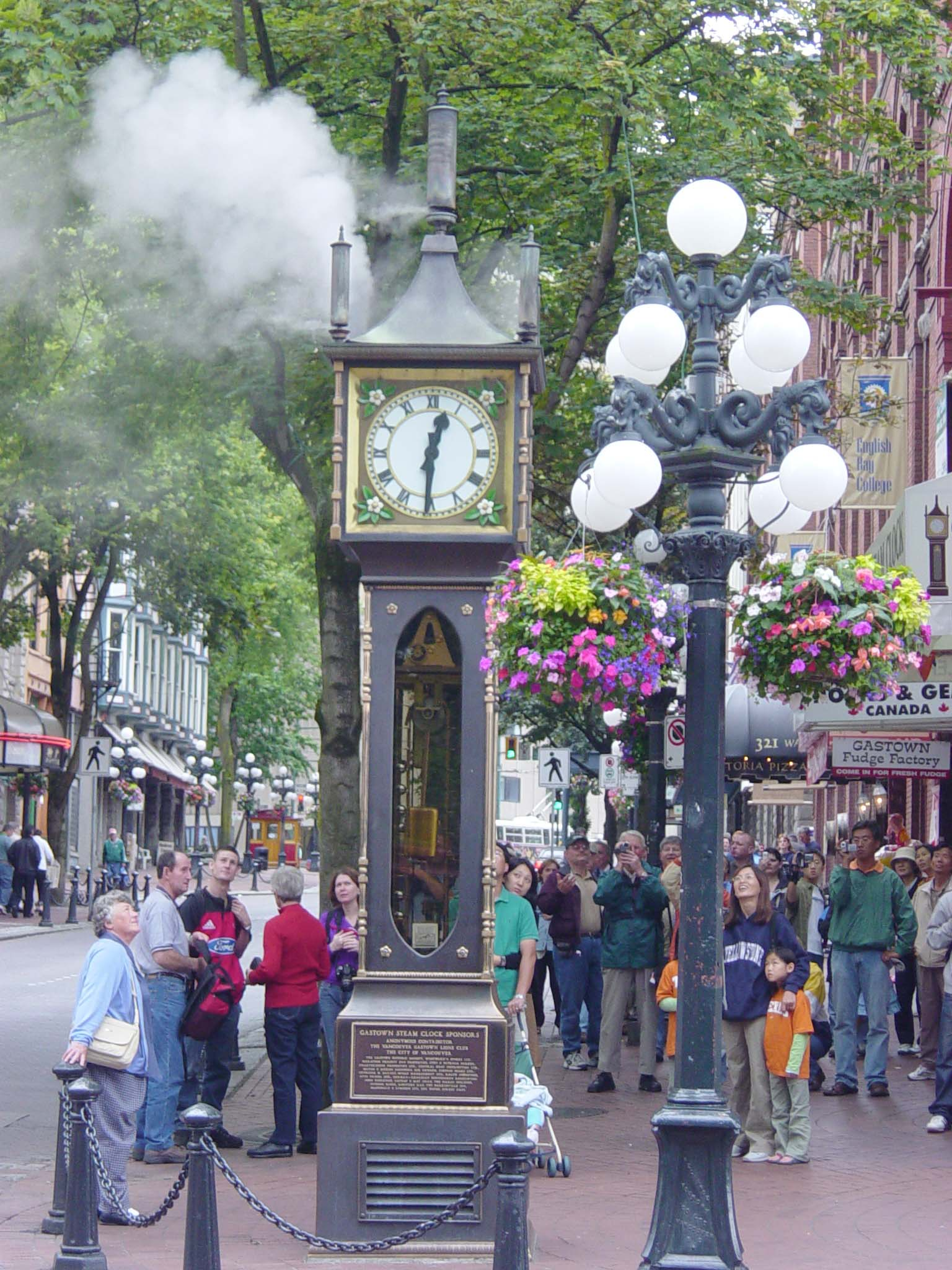
Orologio a vapore Gastown a Vancouver

Un orologio a vapore è un orologio che è completamente o parzialmente alimentato da un motore a vapore. Esistono solo pochi orologi a vapore funzionanti, la maggior parte progettati e costruiti dall'orologiaio canadese Raymond Saunders per l'esposizione negli spazi pubblici urbani. Gli orologi a vapore costruiti da Saunders si trovano a Otaru, in Giappone, a Indianapolis, Stati Uniti e nelle città canadesi di Vancouver, Whistler e Port Coquitlam, tutte nella Columbia Britannica. Orologi a vapore di altri produttori sono installati a St Helier, Jersey e al Chelsea Farmers 'Market di Londra, in Inghilterra.
Sebbene siano spesso progettati per apparire come oggetti d'antiquariato del XIX secolo, gli orologi a vapore sono un fenomeno più recente ispirato all'orologio a vapore Gastown costruito da Saunders nel 1977. Un'eccezione è l'orologio a vapore costruito nel XIX secolo dall'ingegnere di Birmingham, John Inshaw, per dimostrare la versatilità della potenza del vapore.

## Taverna dell'orologio a vapore
Nel 1859, l'ingegnere e uomo d'affari John Inshaw assunse la gestione del pub all'angolo di Morville Street e Sherborne Street a Ladywood, Birmingham, nel Regno Unito. Nel tentativo di rendere la struttura un punto di attrazione nella zona, oltre ad arredarla con vari modelli di orologi funzionanti, spostò il suo interesse verso la potenza del vapore per costruire un caratteristico orologio a vapore. Era costituito da una piccola caldaia a vapore; il vapore si condensava in goccioline d'acqua che cadevano su un piatto a intervalli regolari, e il piatto azionava il meccanismo. L'orologio fu installato sopra la porta e il pub divenne noto come Steam Clock Tavern. Il locale ebbe un successo tale da diventare un music hall negli anni ottanta dell'Ottocento.

## Orologio a vapore Gastown

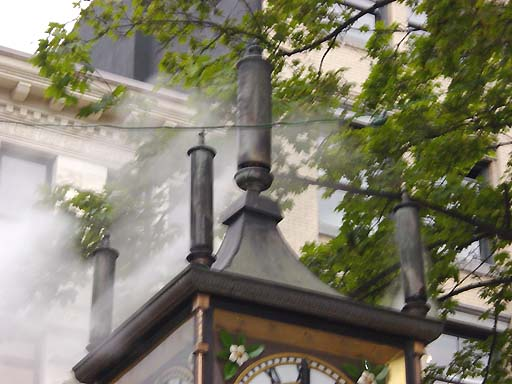
Fischietti

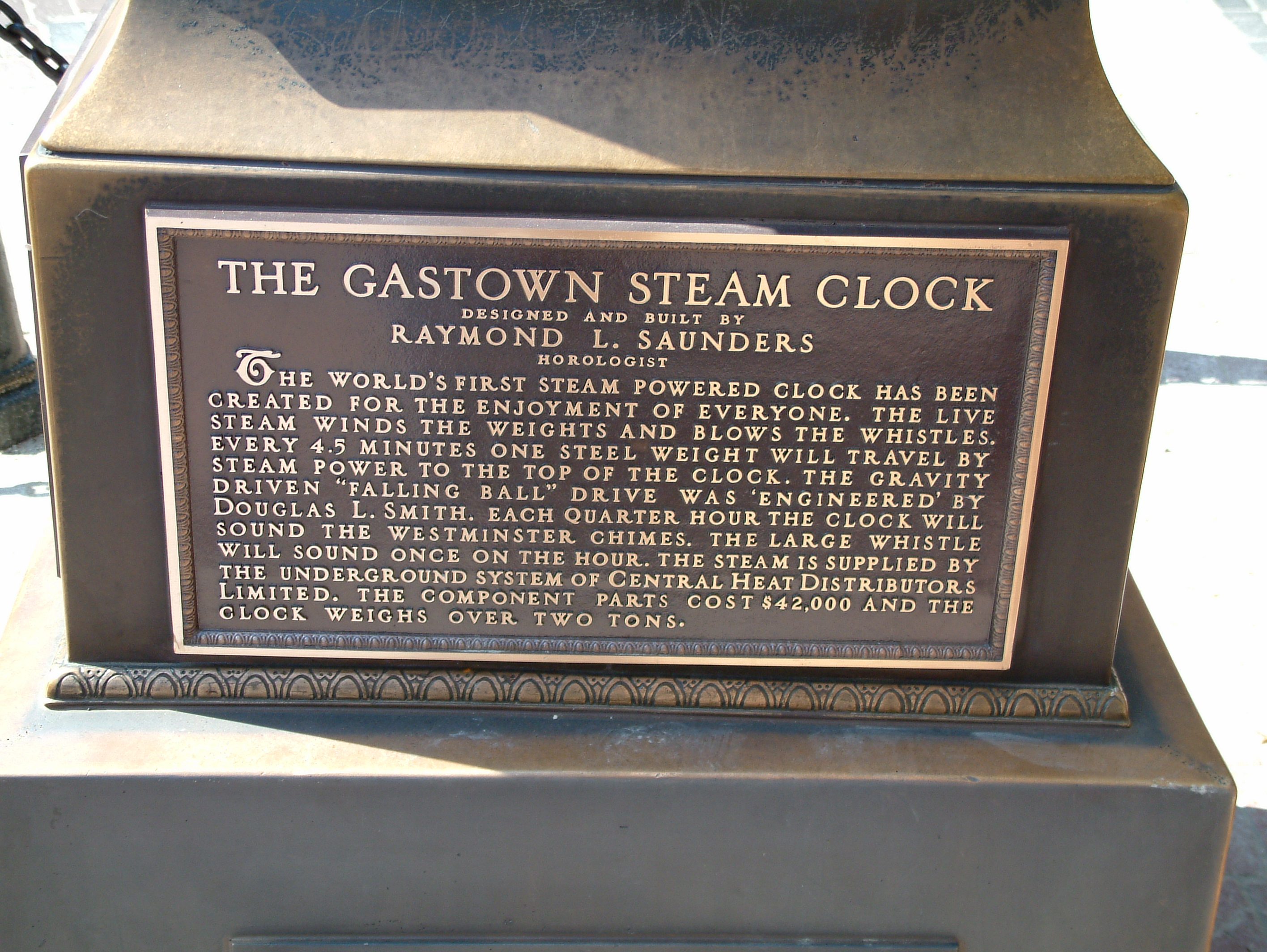
Targa frontale sull'orologio a vapore Gastown a Vancouver

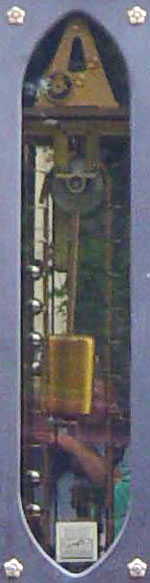
Catena a sfere discendente e pendolo

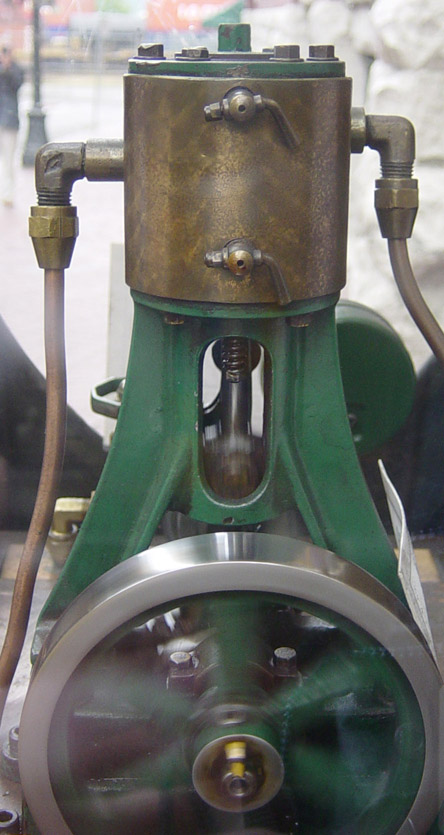
Motore a vapore

Il primo orologio a vapore di Raymond Saunders venne costruito nel 1977 all'angolo tra Cambie e Water Street nel quartiere Gastown di Vancouver. 49°17′04″N 123°06′32″W, Fu costruito per coprire una griglia, parte del sistema di riscaldamento a vapore distribuito a Vancouver, come un modo per sfruttare il vapore e per impedire alle persone in strada di dormire sul posto quando faceva freddo. Sebbene l'orologio sia ora di proprietà della città di Vancouver, il finanziamento del progetto, stimato in circa 58.000 dollari canadesi, è stato fornito dai contributi di commercianti locali, proprietari di immobili e donatori privati. Incorporando un motore a vapore e motori elettrici, l'orologio mostra l'ora su quattro facce e annuncia i quarti d'ora con un fischio che riproduce i Westminster Quarters. L'orologio ogni ora produce uno sbuffo di vapore dalla sua sommità ed è riprodotto sulla copertina dell'album del 2011 dei Nickelback, Here and Now.
Il vapore utilizzato proviene da una rete di riscaldamento a vapore a bassa pressione presente in tutta la città (alimentata da un impianto adiacente al Georgia Viaduct) che aziona un motore a vapore in miniatura posto nella base, che a sua volta aziona un ascensore a catena. Il sollevamento a catena sposta le sfere d'acciaio verso l'alto, dove vengono lasciate cadere e rotolano su una catena discendente. Il peso delle sfere sulla catena discendente aziona un convenzionale scappamento a pendolo, orientato alle lancette sui quattro lati. Il vapore alimenta anche la produzione del suono dell'orologio, con i fischietti utilizzati al posto delle campane per produrre il rintocco della "campana di Westminster" e per segnalare l'ora.
Il motore a vapore che originariamente faceva funzionare l'orologio è un motore a pistoni Stuart 4 da un pollice a singola espansione a doppia azione. Questo motore è ancora visibile attraverso le lastre di vetro che coprono l'orologio. Tuttavia, a causa degli alti livelli di rumore dell'orologio e dell'incapacità di mantenere l'ora esatta, dal 1986 viene alimentato da un motore elettrico originariamente inteso esclusivamente come sistema di riserva.
Nell'ottobre 2014, l'orologio è stato temporaneamente rimosso per riparazioni importanti ed è stato reinstallato nel gennaio 2015.
L'orologio appare sulla copertina dell'album dei Nickelback, Here and Now, ed è anche presente in una scena del film d'azione di Chuck Norris, del 1991, The Hitman.

## Altri orologi a vapore

### Orologio a vapore dell'Indiana State Museum

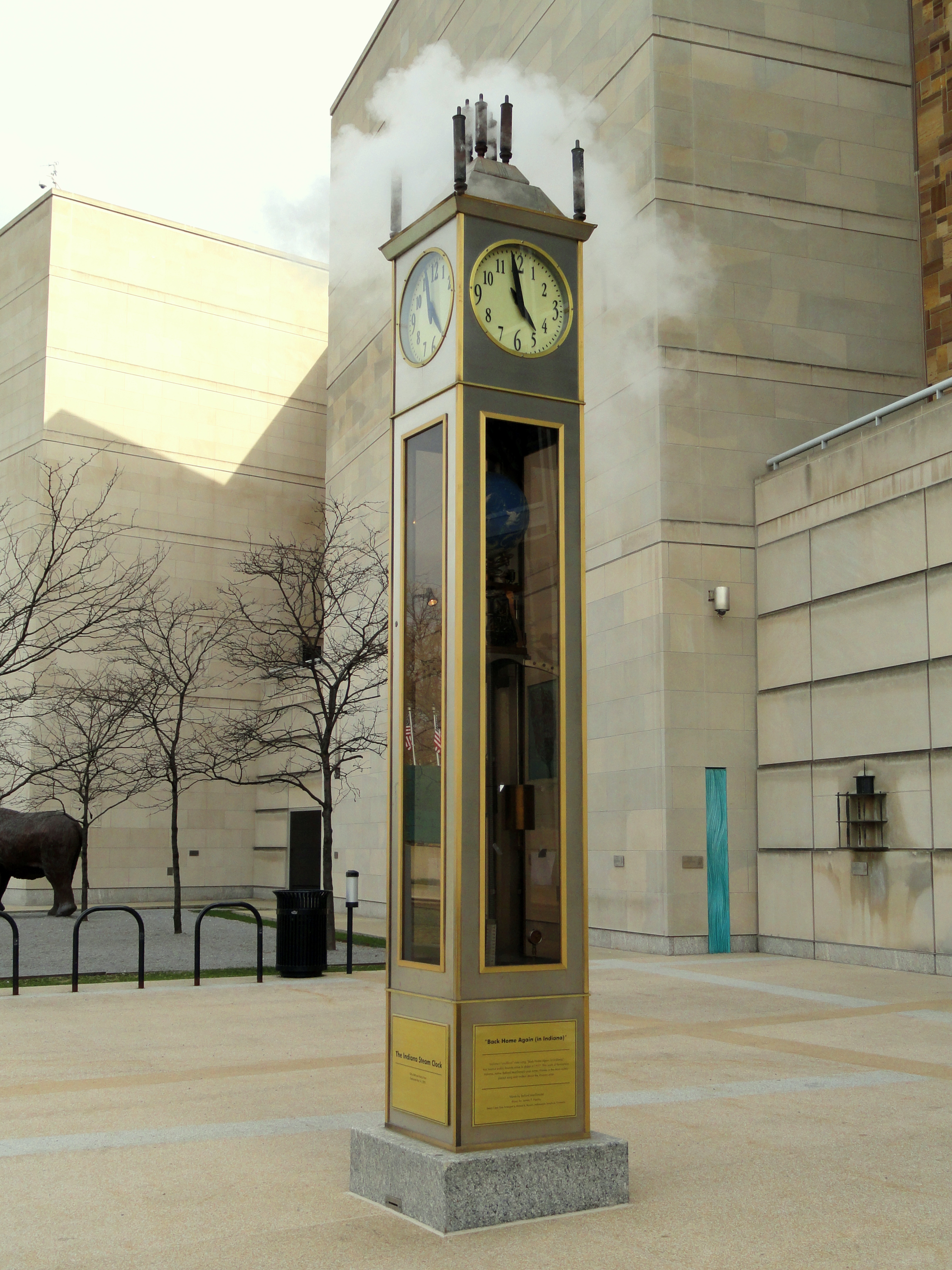
Orologio a vapore dell'Indiana State Museum

L'orologio a vapore dell'Indiana State Museum, alto 5 metri e sito a Indianapolis si trova sul marciapiede sul lato nord del museo, vicino al canale. Dispone di quattro quadranti da 24 pollici di diametro retroilluminati da neon. Gli otto fischietti in ottone dell'orologio suonano alcune note di "Back Home Again in Indiana" ogni 15 minuti. Una riproduzione più completa del brano viene riprodotta all'inizio di ogni ora.

### Orologio a vapore del Chelsea Farmers 'Market
L'originale e stravagante orologio a vapore situato al Chelsea Farmers Market è stato costruito nel 1984. Sebbene sia ancora in piedi, l'orologio non è più in funzione.

### Orologio del battello a vapore sul lungomare di Jersey

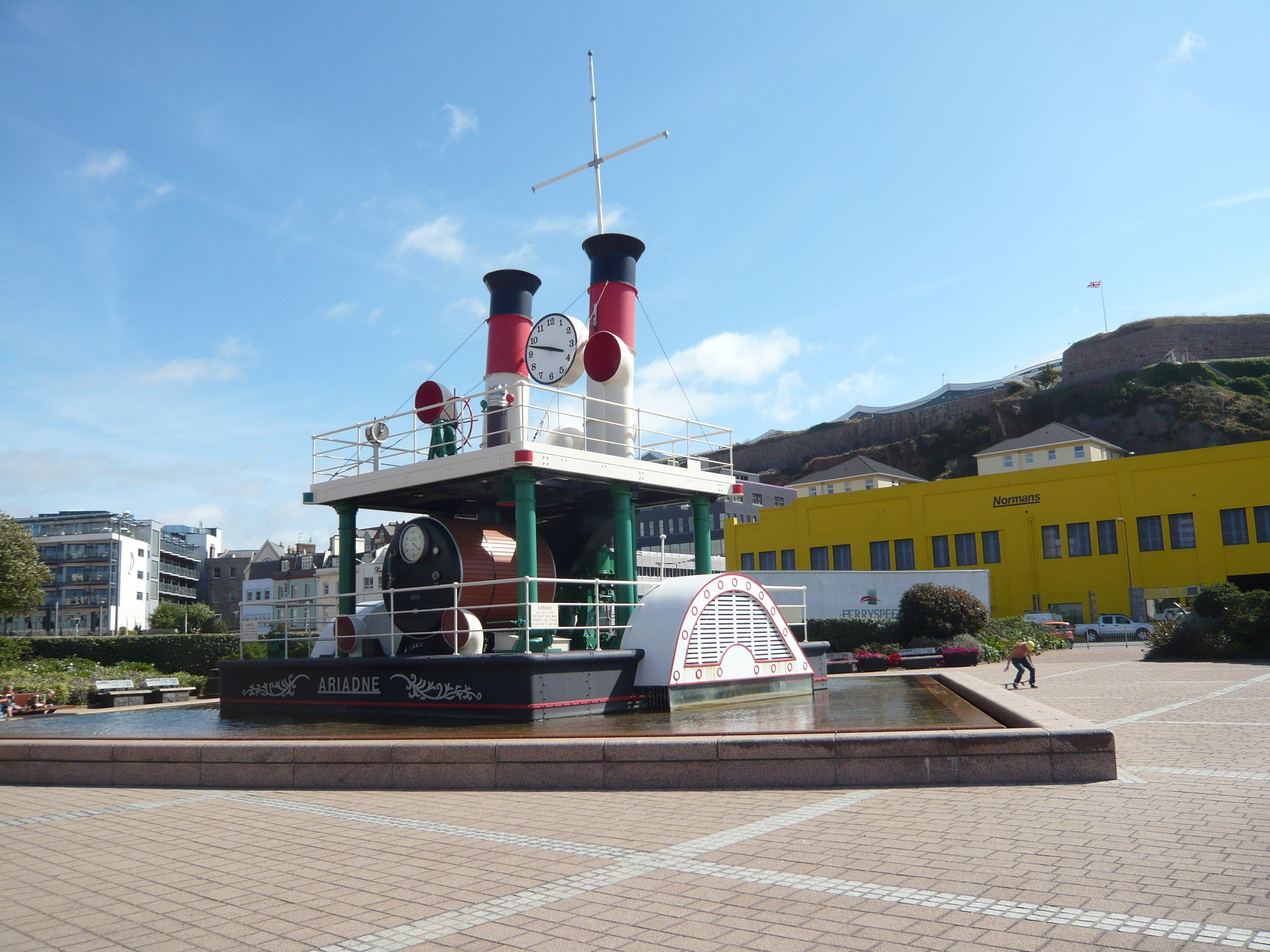
Orologio a vapore di Jersey

L'orologio a vapore di Jersey è una riproduzione in scala reale della sezione centrale di un battello a vapore a pale chiamato Ariadne. L'orologio è stato commissionato dal Jersey Waterfront Board nel 1996 e costruito da Smith del Derby Group. Sebbene una volta era alimentato dal vapore, secondo un documento del governo del Jersey "il funzionamento del vapore è stato sostituito con impianti elettrici progettati per fornire la stessa funzionalità, incluso il flusso di "vapore" nei momenti appropriati della giornata".
L'orologio si trova sul North Quay del porto di St Helier, nel Jersey, e incorpora anche una fontana. È elencato nel Guinness dei primati come l'orologio a vapore più grande del mondo.

### Orologio a vapore Berwick
Situato a Berwick, in Australia, 38°01′43.74″S 145°20′53.12″E è stato progettato e costruito da Peter Weare a proprie spese, ed è un prototipo di dimensioni ridotte di un orologio più grande proposto per la città di Melbourne. L'orologio è stato smantellato nel dicembre 2010 a causa di atti vandalici. Nel dicembre 2011, il Consiglio comunale ha deciso di trovare un nuovo sito per l'orologio.